# Rosa deseglisei
Rosa deseglisei là loài thực vật có hoa trong họ Hoa hồng. Loài này được Boreau miêu tả khoa học đầu tiên.